# Fotografia digital

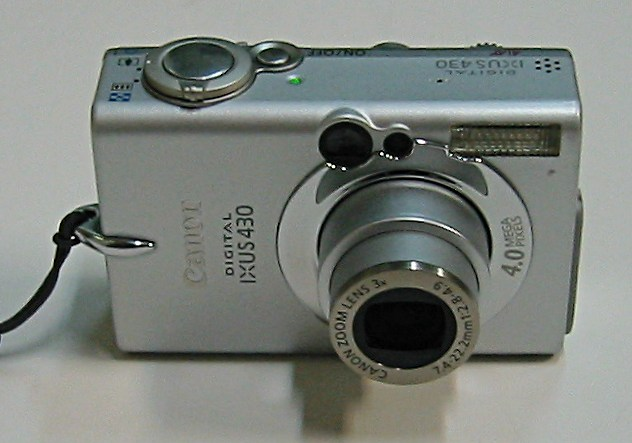
Càmera digital

La fotografia digital  consisteix en l'obtenció d'imatges mitjançant una càmera fosca, de forma similar a la Fotografia química. No obstant això, així com en aquesta última les imatges queden gravades sobre una pel·lícula fotosensible i es revelen posteriorment mitjançant un procés químic, en la fotografia digital les imatges són capturades per un sensor electrònic que disposa de múltiples unitats fotosensibles, les quals aprofiten l'efecte fotoelèctric per convertir la llum en un senyal digital  elèctric, que és digitalitzada i emmagatzemada en una memòria flaix.
La fotografia digital, al contrari que la fotografia de film tradicional, fa servir sensors electrònics per tal de gravar la informació de la imatge en un suport electrònic, en lloc de fer canvis químics a la superfície del film.

## Comparació amb les càmeres tradicionals

### Avantatges del digital
Els avantatges de la fotografia digital sobre la tradicional són:
- Podem veure les fotos de forma immediata, sense necessitat de revelat i, per tant, podem veure si una fotografia no ha quedat bé i repetir-la.
- A l'hora d'imprimir, només imprimim les còpies que volem guardar en paper.
- En ser en format digital, es poden emmagatzemar de forma indefinida sense pèrdua de qualitat.
- Podem fer servir les imatges directament a l'ordinador
- En conseqüència, podem retocar, perfeccionar, canviar els colors i la gamma de tons, i afegir o treure parts de la fotografia, d'una manera que en la fotografia tradicional seria extraordinàriament més difícil de fer o bé, impossible del tot.
- Les càmeres digitals, poden ser més petites i lleugeres que les seves equivalents en fotografia tradicional.
- Però sobretot l'avantatge principal és que pràcticament el seu cost és insignificant, ja que tot el que haurem de pagar serà el preu del CD o DVD verge on les gravem per conservar-les definitivament, sense cap pèrdua de qualitat o de color, com passa en els clixés de la fotografia tradicional; per fer-nos una idea calculem que un DVD val 1 euro aproximadament, i en 1 DVD hi podrem posar milers de fotografies, per bé que com més bits tingui cada imatge menys n'hi podrem encabir, per exemple en format JPG i de 100 Kb. n'hi podrem posar alguns milers, pero si les guardem en format TIFF o bé PSD de Photoshop, n'hi cabran moltes menys, tot i així el seu cost serà sempre molt petit, uns pocs cèntims d'euro per cada fotografia.

### Avantatges de la pel·lícula
- Les piles duren més en les càmeres de film que en les digitals (sobretot degut a la pantalla de visualització de les digitals), i són de formats comuns i barats.
- Les càmeres de film manual, no necessiten piles i, per tant, es poden fer servir en entorns més difícils.
- Avui en dia, el cost de les càmeres digitals és més alt que les tradicionals.
- Un avantatge a remarcar és el de la qualitat de la imatge aconseguida, en una fotografia tradicional de film tindrem sempre més quantitat de detall que en la digital.
- Això ho podrem comprovar en el cas de voler fer una fotografia mida póster o mural, si la féssim amb fotografia digital quedaríem bastant decebuts; el que passa és que la immensa majoria de fotografies es fan en mides petites, per veure-les a la pantalla d'un monitor o d'una TV.
- També si volem fer fotografies amb objectius gran angulars, trobarem objectius de molta més qualitat per les càmeres tradicionals que no per les digitals, llevat que comprem una càmera digital de les de 6.000 euros en amunt.
- Tot i així en la fotografia digital és molt fàcil fer una bona fotografia panoràmica, ajuntant diverses fotos consecutives i amb aquest sistema s'aconsegueix un angle tan obert que pot competir de sobres amb el millor objectiu gran angular d'una càmera tradicional.

### Comparativa de les proporcions d'imatge
Una càmera digital típica té una proporció (ràtio d'aspecte) d'1.33 o 4:3 (4 unitats d'amplada per 3 d'ample). Que és el format de les televisions normals.
En canvi una imatge de 35 mm té una ràtio d'aspecte d'1,5 (3:2, més allargat), i quan enviem les nostres fotos digitals a imprimir pot ser que les tallin per dalt i per baix, o que deixin espais blancs a les vores per culpa d'això.

## Tipus de càmeres
Igual que en la fotografia clàssica, existeixen molt diversos tipus de càmeres digitals, ja siguin de mida de butxaca, mitjanes o per a ús avançat o professional, amb òptiques més o menys completes, i amb sistemes més o menys sofisticats. Una característica peculiar de les càmeres digitals és, però, la resolució. També en la fotografia clàssica es parla de resolució, però en aquest cas depèn del tipus de pel·lícula que es fa servir, ja que és la grandària dels grans fotosensibles i la dimensió física de la pel·lícula el que determina la resolució independentment de la càmera. També es parla de la "resolució magnifica", però s'ha de tenir en compte solament la del sensor, ja que la interpolació consisteix en un procés que amplia la imatge sense guany de qualitat (fins i tot pot perdre lleugerament), ja que es parteix sempre de la resolució del sensor i aquesta s'interpola amb procediments matemàtics en els quals és impossible obtenir els detalls que no va captar el sensor.

### Càmeres digitals compactes
Es caracteritzen per tenir una gran facilitat d'ús, grandària bastant reduït (la majoria similars a un telèfon mòbil) i operació simplificada; aquest disseny limita les capacitats creatives de capturar imatges, limitant-se a l'ús aficionat. Per les característiques òptiques i electròniques (sensor reduït, objectius amb poca lluminositat), presenten gairebé sempre una profunditat de camp bastant àmplia. Això permet que diversos objectes estiguin enfocats al mateix temps, la qual cosa facilita l'ús, encara que és també una de les raons per les quals els fotògrafs avançats troben les imatges preses per aquestes càmeres planes o artificials. Aquestes càmeres són ideals per prendre paisatges i ús ocasional. Freqüentment guarden els fitxers d'imatge en format JPEG, tenen un rang dinàmic limitat i moltes d'elles s'apliquen reducció de soroll en les imatges, fins i tot en la sensibilitat més baixa disponible.

### Càmeres compactes avançades (o de zoom llarg)
Aquestes càmeres permeten un major control de les preses i tenen més qualitat i prestacions que les anteriors. Físicament, posseeixen una mida més gran, més comandaments i botons i una empunyadura més gran, amb la qual cosa s'assemblen a les càmeres rèflex, i comparteixen algunes de les seves funcions. Generalment tenen  zoom  òptic llarg (d'aquí el seu nom) que assegura una major capacitat creativa. Algunes vegades són comercialitzades com i confoses amb càmeres SLR digitals (dSLR), ja que els cossos de càmera s'assemblen entre si. En alguns models, poden afegir convertidors de rosca per millorar l'abast o la cobertura angular, poden prendre vídeo, gravar àudio i la composició de l'escena es porta a terme a la pantalla de cristall líquid o en un visor electrònic. La velocitat de resposta d'aquestes càmeres tendeix a ser menor que la d'una veritable SLR digital, però poden aconseguir una molt bona qualitat d'imatge sent més lleugeres i compactes. Moltes d'aquestes càmeres guarden les fotografies en format JPEG i cada vegada hi ha més que poden fer-ho en format RAW.

### Càmeres rèflex digitals
Les càmeres rèflex digitals són l'equivalent a les càmeres de pel·lícula química. Estan orientades al sector del fotoperiodisme, a la fotografia artística i altres usos avançats/professionals, pel fet que les seves característiques de resposta i qualitat d'imatge són -en general- superiors a les de les càmeres compactes. Respecte a les càmeres compactes, tenen un sensor de majors dimensions, la qual cosa equival a una major relació senyal/soroll que es tradueix en una millor qualitat d'imatge. El disseny dels components electrònics està optimitzat per a proveir un temps de resposta similar al de les càmeres rèflex tradicionals. Posseeixen la capacitat de gravar en formats de major qualitat (JPEG de baixa compressió, RAW), la qual cosa és útil en les tasques de posprocesamiento de la imatge. Comercialment estan dividides per sectors: aficionat (pocs controls, funcions automàtiques assistides, mida reduïda), aficionat avançat (major personalització de la captura, accessoris addicionals) i professional (alta velocitat de tret i resposta, rendiment ISO elevat, sensor de format complet).

## Característiques
La resolució en fotografia digital es mesura multiplicant l'alt per l'ample de les fotografies que permet obtenir la càmera i generalment comença amb un milió de píxels, per a les càmeres més econòmiques, i va en augment fins a més de deu milions de píxels, per a les càmeres professionals. El terme "píxel" (de l'anglès  picture element ), és la unitat més petita que capta un valor gris o de color de la fotografia. Una càmera de quatre milions de píxels generarà imatges més grans que una de dos milions, el que permet obtenir una còpia impresa de fins a 50 x 75 cm, però no necessàriament de major qualitat, ja que en aquest aspecte té una major importància la qualitat de l'òptica utilitzada. No obstant això, atès que a més megapíxels les càmeres són més cares, és habitual que també posseeixin millors objectius.
Una altra característica de la fotografia digital és el  zoom digital . Mitjançant aquest zoom es pot ampliar una foto, però l'efecte no és el d'un  zoom òptic . El zoom òptic apropa i àmplia el que es vol fotografiar sense minvar la resolució de la càmera, ja que l'acostament s'aconsegueix amb l'objectiu. El zoom digital, per contra, amplia la imatge que ja ha rebut, de manera que disminueix la resolució, igual que ocorreria encarregant una ampliació al laboratori o utilitzant un programa d'edició de gràfics.
Actualment les càmeres digitals també permeten prendre vídeos, generalment en resolucions des 320x240 fins a 1920x1080 píxels i d'entre 12 i 60 fotogrames per segon, de vegades amb so (normalment mico) en el cas dels models més complets. Aquests vídeos estan aconseguint un nivell tan alt de qualitat que són molts els professionals que estan utilitzant càmeres rèflex en lloc de càmeres de vídeo.

## Història
La primera càmera digital va ser desenvolupada per Kodak, que va encarregar a Steve Sasson la construcció d'una el 12 desembre de 1975. Aquesta tenia la mida d'una torradora i una qualitat equivalent a 0.01 Megapíxels. Necessitava 23 segons per guardar una fotografia en blanc i negre en una cinta de casset i d'altres a recuperar. L'any 1982 Sony va llençar la càmera Mavica que guardava les fotografies en un disquet. Les primeres càmeres fotogràfiques digitals pensades pel gran públic van ésser, però, la Dycam Model 1 (1990) que fotografiava en blanc i negre, i l'Apple QuickTake (1994) amb imatges en color de 640 x 480 píxels.
A Espanya l'any 2004 es va produir un gran salt de ventes de càmeres digitals; se'n van vendre 2.200.600, un 89% més que l'any anterior. Les més populars van ser les compactes de 3 o 4 Megapíxels amb un preu d'uns 270 €.

## Fotografia digital i telefonia mòbil
El 1997, Philippe Kahn va incorporar la càmera fotogràfica als telèfons mòbils. Avui en dia, tots els mòbils porten la càmera incorporada i la qualitat d'aquesta determina la compra de moltes persones, ja que ara la majoria de fotografies digitals es fan mitjançant els mòbils. Això és degut a la gran part de la població mundial que utilitza smartphones freqüentment: del 1,1 bilió de fotografies fetes l'any 2016 un 81% es vagin fer mitjançant un smartphone. D'altra banda, els telèfons no són tan invasius com una càmera, pesen menys, són fàcils d'utilitzar i permeten compartir les fotografies ràpidament a les xarxes socials: amb uns segons pots fer-te una selfie i penjar-la.
El funcionament de la càmera de mòbil i la càmera fotogràfica és similar: ambdós tenen un sistema d'enfocament, una lent, sensor, obturador... en el cas del mòbil, però, tot aquest sistema ha de ser el més petit possible.
El públic demana cada vegada càmeres millors i per això aquest sector evoluciona contínuament. Els primers telèfons tenien sensors de 0,11 megapíxels i una resolució de 640 x 480 píxels; els d'avui dia arriben als sensors de més de 20 megapíxels, obertura de diafragma de f/1.8, vídeos de 4K i tres càmeres. Amb tots aquests avenços hi ha una gran perjudicada, la càmera fotogràfica. el 2019 la indústria entregarà el nombre més baix de càmeres des de 1979.Fujio Mitarai, el president de Canon, afirma que el mercat encara caurà un 50% en els pròxims anys fins a vendre anualment entre cinc i sis milions de càmeres, davant les 120 milions que es van vendre al 2010. La majoria de les càmeres que sobreviuràn són les de rang alt, ja que no es preveu (almenys per ara) que els telèfons les superin. Les càmeres compactes i de rang baix-mitjà, però, començaran a desaparèixer.
Altres dispositius que permeten fer fotografies digitals són les tablets, reproductors MP3, etc.